# Вайферт, Джордже
Джордже Вайферт (серб. Đorđe Vajfert / Ђорђе Вајферт, Панчево, Австрийская империя, 15 июня 1850 — Белград, Королевство Югославия, 12 января 1937) — сербский промышленник немецкого происхождения, председатель Национального банка Сербии (позднее Югославии). Кроме того, он считается основателем современной горнодобывающей промышленности в Сербии и крупным меценатом.

## Биография
Джордже Вайферт родился в 1850 году в Панчеве, городе в Банате, в котором до начала Первой мировой войны немцы составляли значительную часть населения. Семья Вайфертов относилась к дунайским швабам. С раннего возраста Джордже работал вместе со своим отцом Игнацем Вайфертом, занимавшемся пивоварением в Белграде. Вайфертам принадлежал первый пивоваренный завод в Королевстве Сербия. Джордже обучался мастерству пивоварения в Вайнштефане близ Мюнхена. После чего он вернулся в Сербию и взял на себя дело отца, которое он впоследствии развил до крупнейшей пивоварни на Балканах, просуществовавшей до 2008 года. На вырученную прибыль он приобрёл угольную шахту в Костолаце, а затем и медный рудник в Боре, каменоломню в Заечаре и наконец золотой рудник. Благодаря доходам с горнодобывающей деятельности Вайферт стал одним из богатейших людей Сербии своего времени, а также крупнейшим промышленником будущей Югославии.
В 1890 году Вайферт был назначен губернатором Привилегированного народного банка Сербского Королевства. Этот пост он занимал дважды: с 1890 по 1902 год и с 1912 по 1918 год. За это время он заработал себе хорошую репутацию, сумев поддерживать курс сербского динара и кредитоспособность банка в тяжёлые военные годы. Она же стала причиной назначения Вайферта на должность губернатора Национального банка Югославии после Первой мировой войны. Наиболее известной его мерой на посту стал переход на новый югославский динар. Замена вызвала также и целый ряд критики. В то время как старый сербский динар обменивался в соотношении 1:1 к новой валюте, австро-венгерская крона — в соотношении 4:1. Подобное не могло не привести к разорению значительного числа жителей бывшей Австро-Венгрии.

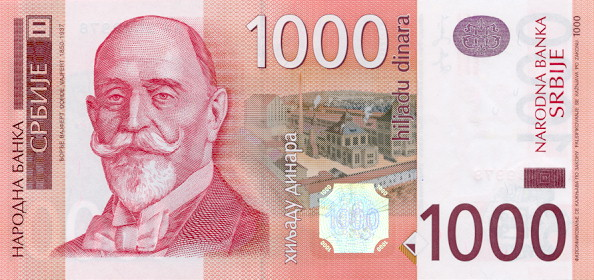
Портрет Джордже Вайферта на купюре в 1000 сербских динаров.

Джордже Вайферт заработал также себе репутацию крупного мецената и благотворителя. Так он пожертвовал свою дорогую коллекцию античных монет и личную библиотеку в пользу Белградского университета. В своём родном Панчеве он построил католическую церковь с маленькой часовней, посвящённой Святой Анне, в память своей матери, которую звали Анной.
На свои средства он открыл большое католическое кладбище в Панчеве, где до сих пор покоятся останки многих членов семьи Вайферт.
Джордже Вайферт скончался 12 января 1937 года в своём особняке в Белграде. 14 января прошла панихида в церкви в Панчеве, и он был захоронен на католическом кладбище родного города. Наследником его состояния стал племянник Фердинанд Грамберг. С 2001 года портрет Джордже Вайферта изображён на купюре в 1000 сербских динаров.